# عظاءة كونييه
عظاءة كونييه بيضاء الأذنين (الاسم العلمي: Kuniesaurus albiauris)، نوع عظاءات من فصيلة السقنقورية تستوطن كاليدونيا الجديدة. وهو النوع الوحيد في جنس عظاءة كونييه Kuniesaurus أحادية النمط.
لا تُعرف عظاءة كونييه بيضاء الأذنين إلا من خلال بقعة صغيرة من الغابات الساحلية الكثيفة من الطبقة التحتية من الحجر الجيري في جزيرة باينز. نظرًا لموائلها الصغيرة جدًا والمحدودة، فهي مهددة بشدة من قبل الأنواع الغازية مثل النمل الكهربائي. لقد أُقترح تصنيف عظاءة كونييه على أنها مهدد بالانقراض بشدة على القائمة الحمراء للاتحاد الدولي لحفظ الطبيعة.
عظاءة كونييه بيضاء الأذنين هي نوع صغير القد، حيث يبلغ طول البالغين منها أقل من 50 ملم (2.0 بوصة) من خطمها إلى المذرق.